# IC 3556
IC 3556 је спирална галаксија у сазвјежђу Береникина коса која се налази на листи објеката дубоког неба у Индекс каталогу.
Деклинација објекта је + 26° 57' 56" а ректасцензија 12h 35m 58,5s. Привидна величина (магнитуда) објекта IC 3556 износи 14,6 а фотографска магнитуда 15,6. IC 3556 је још познат и под ознакама MCG 5-30-29, CGCG 159-25, KUG 1233+272, PGC 42005.